# Marcel Levasseur
Marcel Levasseur – francuski zapaśnik walczący w obu stylach. Uczestnik mistrzostw Europy w 1966 i 1973. Brązowy medalista igrzysk śródziemnomorskich w 1967. Wicemistrz Francji w 1980 roku.